# Шестовское сельское поселение
Шестовское се́льское поселе́ние — муниципальное образование в Вагайском районе Тюменской области Российской Федерации.
Административный центр — село Шестовое.

## История
Статус и границы сельского поселения установлены Законом Тюменской области от 5 ноября 2004 года № 263 «Об установлении границ муниципальных образований Тюменской области и наделении их статусом муниципального района, городского округа и сельского поселения».

## Население
| 2010 | 2011 | 2012 | 2013 | 2014 | 2015 | 2016 |
| ---- | ---- | ---- | ---- | ---- | ---- | ---- |
| 991  | ↘989 | ↘956 | ↘949 | →949 | ↗962 | ↘956 |
| 2017 | 2018 | 2019 | 2020 | 2021 | 2023 |      |
| ↘951 | ↘939 | ↘929 | ↘922 | ↘796 | ↘779 |      |

## Состав сельского поселения
| № | Населённый пункт | Тип населённого пункта       | Население |
| - | ---------------- | ---------------------------- | --------- |
| 1 | Лаймы            | деревня                      | 168       |
| 2 | Малюгина         | деревня                      | 10        |
| 3 | Степановка       | деревня                      | 32        |
| 4 | Шестовое         | село, административный центр | 367       |
| 5 | Юрмы             | деревня                      | 370       |
| 6 | Янкова           | деревня                      | 43        |